# 锡氏卷管螺
锡氏卷管螺（学名：Pinguigemmula thielei），是新腹足目卷管螺科Pinguigemmula属的一种。主要分布于台湾，常栖息在泥沙质海底。